# Alba Reyes
Alba Giselle Reyes Santos (sinh ngày 15 tháng 6 năm 1981) là một nữ diễn viên, người mẫu và chủ nhân cuộc thi sắc đẹp người Puerto Rico. Cô là người đã giành danh hiệu Hoa hậu Hoàn vũ Puerto Rico 2004, sau đó, cô đã giành vị trí Á hậu 2 tại cuộc thi Hoa hậu Hoàn vũ 2004, và giành giải Hoa hậu Ảnh. Cô được biết đến là người phụ nữ đầu tiên có các đặc điểm vẻ bề ngoài đáng chú ý (người châu Phi và người bản địa) đại diện cho Puerto Rico tại Hoa hậu Hoàn vũ, khác với những người có danh hiệu trong quá khứ, những người có đặc điểm châu Âu khác biệt. Cô đã nhận được một Juris Doctor Magna Cum Laude từ Trường Luật của Đại học Puerto Rico vào năm 2011, mặc dù cô chưa bao giờ trở thành một luật sư được cấp phép.
Năm 2013, Reyes là thí sinh của chương trình Ready for Love, trong đó cô đã tranh giành sự chú ý của Ernesto Arguello, nơi cô đã hoàn thành cuộc thi với tư cách là á quân của Shandi Finnessey, người mà cô từng thi đấu tại Hoa hậu Hoàn vũ 2004.